# سینا و مارماهی

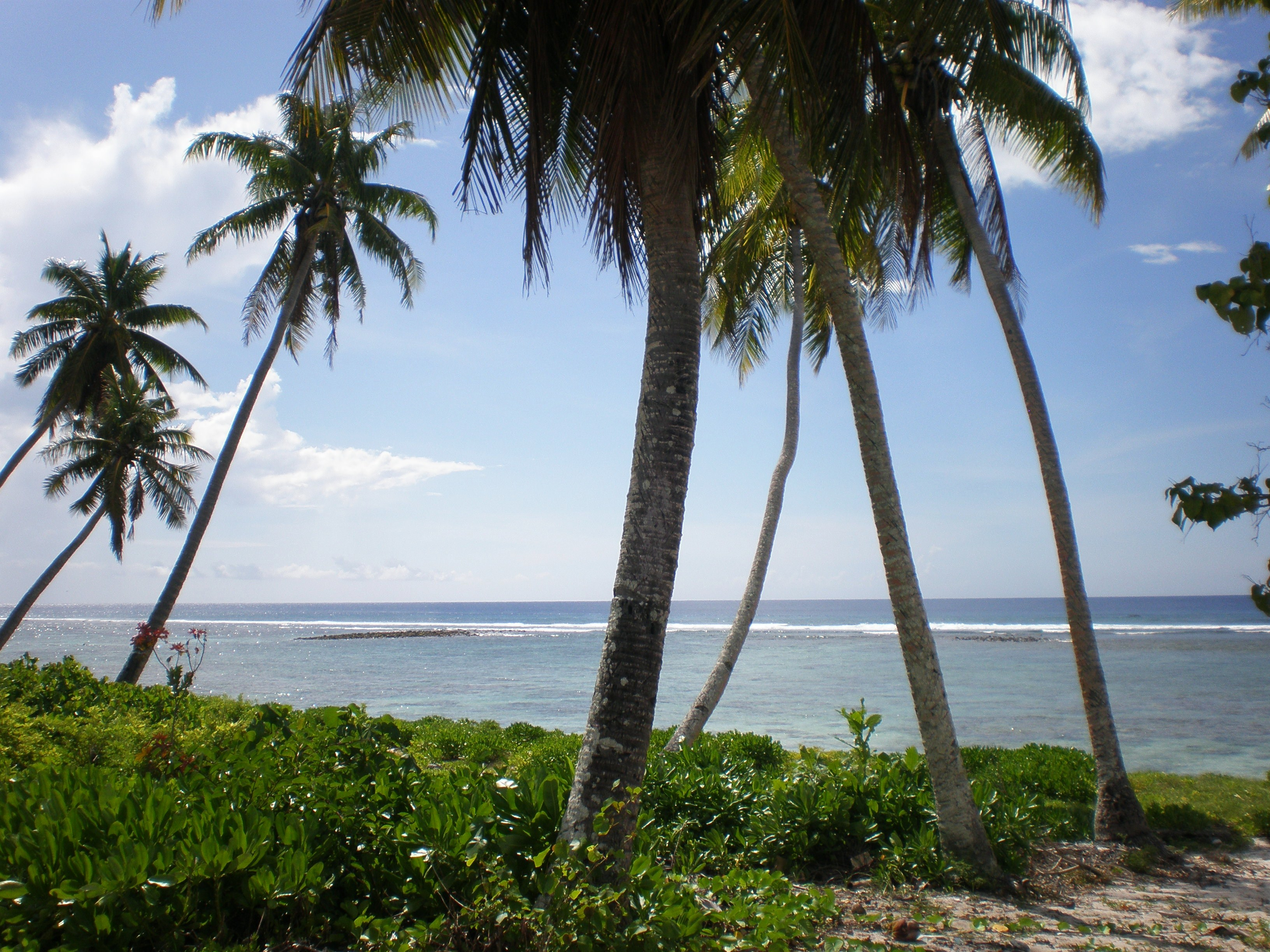
درختان نارگیل در ساحل، روستای فاله‌آلوپو، جزیره ساوایی، ساموآ

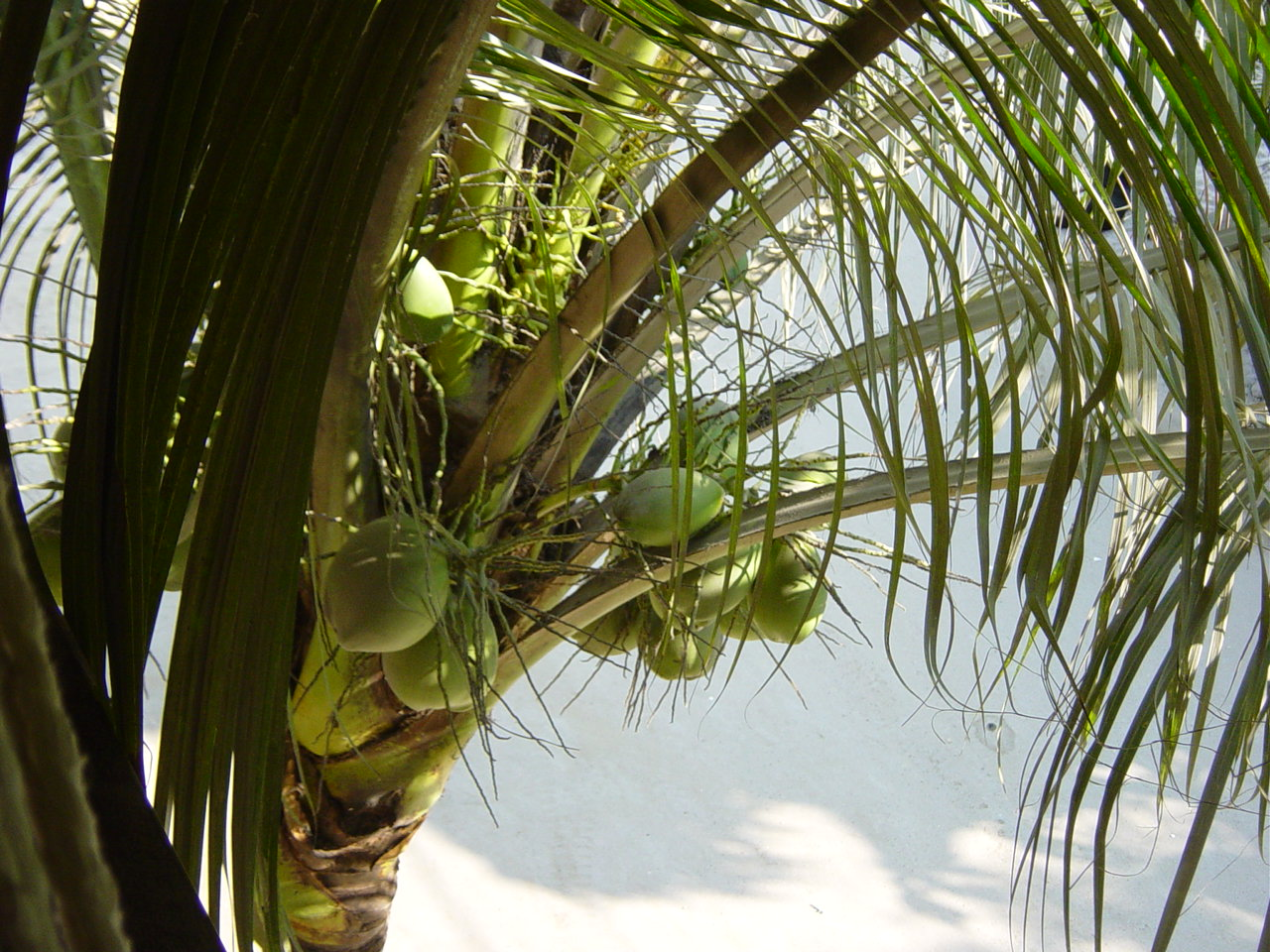
نارگیل

سینا و مارماهی اسطوره اصلی اساطیر ساموایی است که منشأ اولین درخت نارگیل را توضیح می‌دهد. این افسانه در سراسر پلینزی از جمله تونگا، فیجی و مائوری در نیوزیلند به خوبی شناخته شده‌است.
در زبان ساموایی این افسانه سینا ما لی تونا نامیده می‌شود. ما لی تونا کلمه ساموایی به معنی «مارماهی» است.
نسخه‌های مختلف این افسانه در کشورهای مختلف اقیانوسیه گفته می‌شود. درخت نارگیل (Cocos nucifera) کاربردهای زیادی دارد و منبع مهمی از غذا است. همچنین برای ساخت روغن نارگیل، سبد، طناب سنیت مورد استفاده در خانه سازی سنتی ساموایی، بافندگی و برای ساخت خانه‌های سنتی کوچک یا فاله استفاده می‌شود. گوشت خشک نارگیل یا کوپرا یک محصول صادراتی مهم و منبع درآمد در سراسر اقیانوس آرام بوده‌است.
افسانه سینا و مارماهی با چهره‌های دیگری در اساطیر پلینزی مانند هینا، تینیلائو، تاگالوآ و نافانوا مرتبط است.
سینا همچنین نام چهره‌های مختلف زن در اساطیر پلینزی است. کلمه سینا همچنین در زبان ساموایی به معنای «سفید» یا موهای نقره ای (موهای خاکستری) است. همچنین یک آهنگ قدیمی ساموایی به نام سوفونا سینا بر اساس افسانه سینا وجود دارد.